# Lambertus Lingeman
Lambertus Lingeman (Amsterdam, 26 april 1829 - Baambrugge, 10 oktober 1894) was een kunstschilder, architect en speculant.
Lambertus was de zoon van koffiehandelaar Johannes (Jan) Lingenman en Suzanna (Suze, Zuze) le Clercq. Met zijn vrouw Maria Helena Lodeesen (1826-1886) kreeg hij een dochter.  
In Amsterdam was Lingeman leerling van de Amsterdamse Academie. Zijn leermeester was Petrus Franciscus Greive en zelf onderwees hij diens zoon Johan Conrad Greive. Van 1860-1869 was hij penningmeester en van 1873-1874 voorzitter van Arti et Amicitiae. 
Hij woonde toen in Amsterdam, aan de tegenwoordige Prins Hendrikkade, uitziend over het IJ. Tussen 1875 en 1882 werkte hij in Baarn in Villa Overbosch aan de Leestraat. Hier was hij bestuurslid van het Baarnsche Nutsdepartement dat in 1876 een tekenschool oprichtte. Woonde sinds 1886 in de Stationsstraat te Abcoude.
Lingeman schilderde historiestukken met militairen in wachtlokalen, interieurs, figuurstukken en portretten. Zijn genrekunst schilderde hij meestal in 17de-eeuwse trant.
Twee van zijn schilderijen waren te zien op de historische galerij van Arti et Amicitiae. Lingeman behoorde tot de oprichters van het Koninklijk Oudheidkundig Genootschap.
Zijn werk was in 1857 te zien bij Maatschappij Arti et Amicitiae en in 1876 op de Wereldtentoonstelling in Philadelphia. Vanaf 1895 was zijn werk meerdere keren te zien in het Stedelijk Museum van Amsterdam. Werk van Lingeman werd aangekocht door het Rijksmuseum.
Lambertus Lingeman was ridder in de Orde van de Nederlandse Leeuw. In 1894 werd hij begraven aan de Oude begraafplaats in Baarn.
- Biografisch Portaal: 91976396
- RKD-Nederlands Instituut voor Kunstgeschiedenis: 50220
- Union List of Artist Names: 500016031
- Virtual International Authority File: 95779364